# Rozsdás gyümölcsrigó
A rozsdás gyümölcsrigó (Pseudorectes ferrugineus) a madarak (Aves) osztályának verébalakúak (Passeriformes) rendjébe, ezen belül a légyvadászfélék (Pachycephalidae) családjába tartozó faj.

## Rendszerezése
A fajt Charles Lucien Jules Laurent Bonaparte francia ornitológus írta le 1850-ben, a Rectes nembe Rectes ferrugineus néven. Egyes szervezetek a Colluricincla nembe sorolták Colluricincla ferruginea néven, de szerepelt a Pitohui nemben Pitohui ferrugineus néven is.

## Alfajai
- Pseudorectes ferrugineus brevipennis (Hartert, 1896)
- Pseudorectes ferrugineus clarus (A. B. Meyer, 1894)
- Pseudorectes ferrugineus ferrugineus (Bonaparte, 1850)
- Pseudorectes ferrugineus fuscus (Greenway, 1966)
- Pseudorectes ferrugineus holerythrus (Salvadori, 1878)
- Pseudorectes ferrugineus leucorhynchus (G. R. Gray, 1862)[2]

## Előfordulása
Új-Guinea szigetén, Indonézia és Pápua Új-Guinea területén honos. Természetes élőhelyei a szubtrópusi és trópusi síkvidéki esőerdők és lombhullató erdők, valamint ültetvények. Állandó, nem vonuló faj.

## Megjelenése
Testhossza 25,5–28,5 centiméter, testtömege 77–110 gramm.

## Életmódja
Gyümölcsökkel és rovarokkal  táplálkozik.

## Természetvédelmi helyzete
Az elterjedési területe rendkívül nagy, egyedszáma pedig stabil. A Természetvédelmi Világszövetség Vörös listáján nem fenyegetett fajként szerepel.